# Sceleocantha
Sceleocantha är ett släkte av skalbaggar. Sceleocantha ingår i familjen långhorningar.
Kladogram enligt Catalogue of Life:
| Sceleocantha | \| \| Sceleocantha carteri \| \| \| \| \| \| Sceleocantha cuneata \| \| \| \| \| \| Sceleocantha garnseyi \| \| \| \| \| \| Sceleocantha gigas \| \| \| \| \| \| Sceleocantha glabricollis \| \| \| \| \| \| Sceleocantha pilosicollis \| \| \| \| |
|              | \| \| Sceleocantha carteri \| \| \| \| \| \| Sceleocantha cuneata \| \| \| \| \| \| Sceleocantha garnseyi \| \| \| \| \| \| Sceleocantha gigas \| \| \| \| \| \| Sceleocantha glabricollis \| \| \| \| \| \| Sceleocantha pilosicollis \| \| \| \| |
|              | Sceleocantha carteri |
|              | |
|              | Sceleocantha cuneata |
|              | |
|              | Sceleocantha garnseyi |
|              | |
|              | Sceleocantha gigas |
|              | |
|              | Sceleocantha glabricollis |
|              | |
|              | Sceleocantha pilosicollis |
|              | |

## Bildgalleri

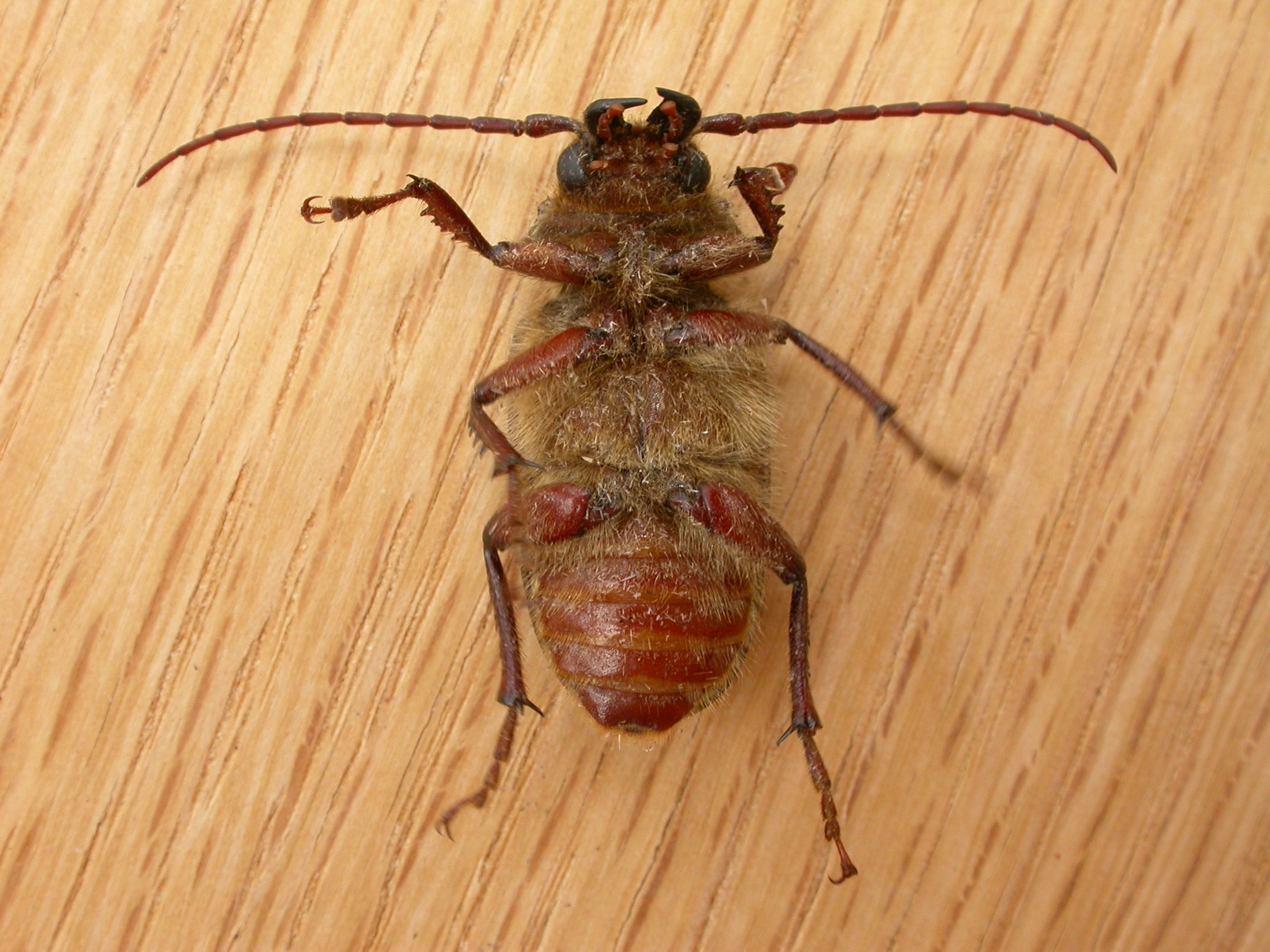
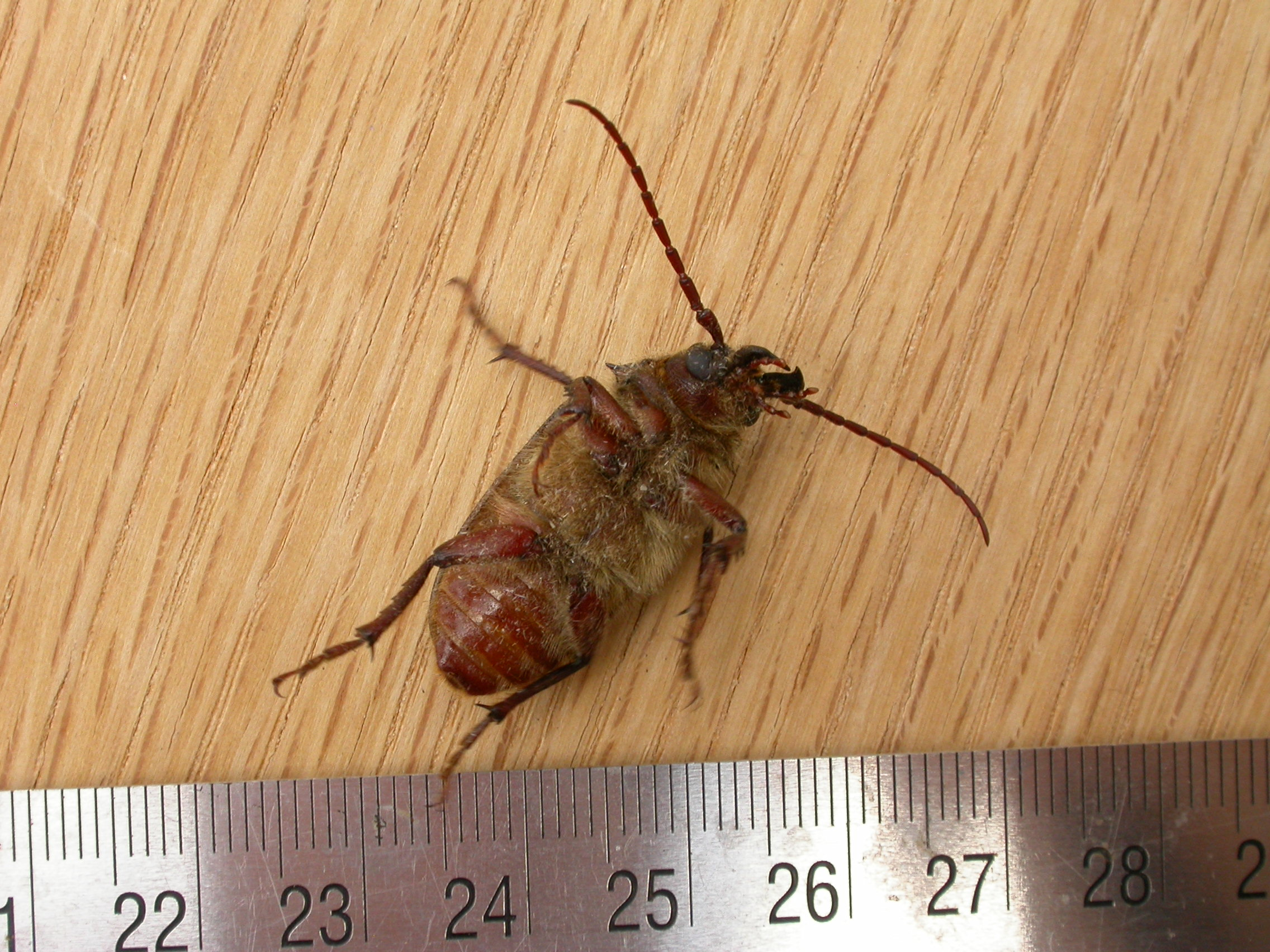
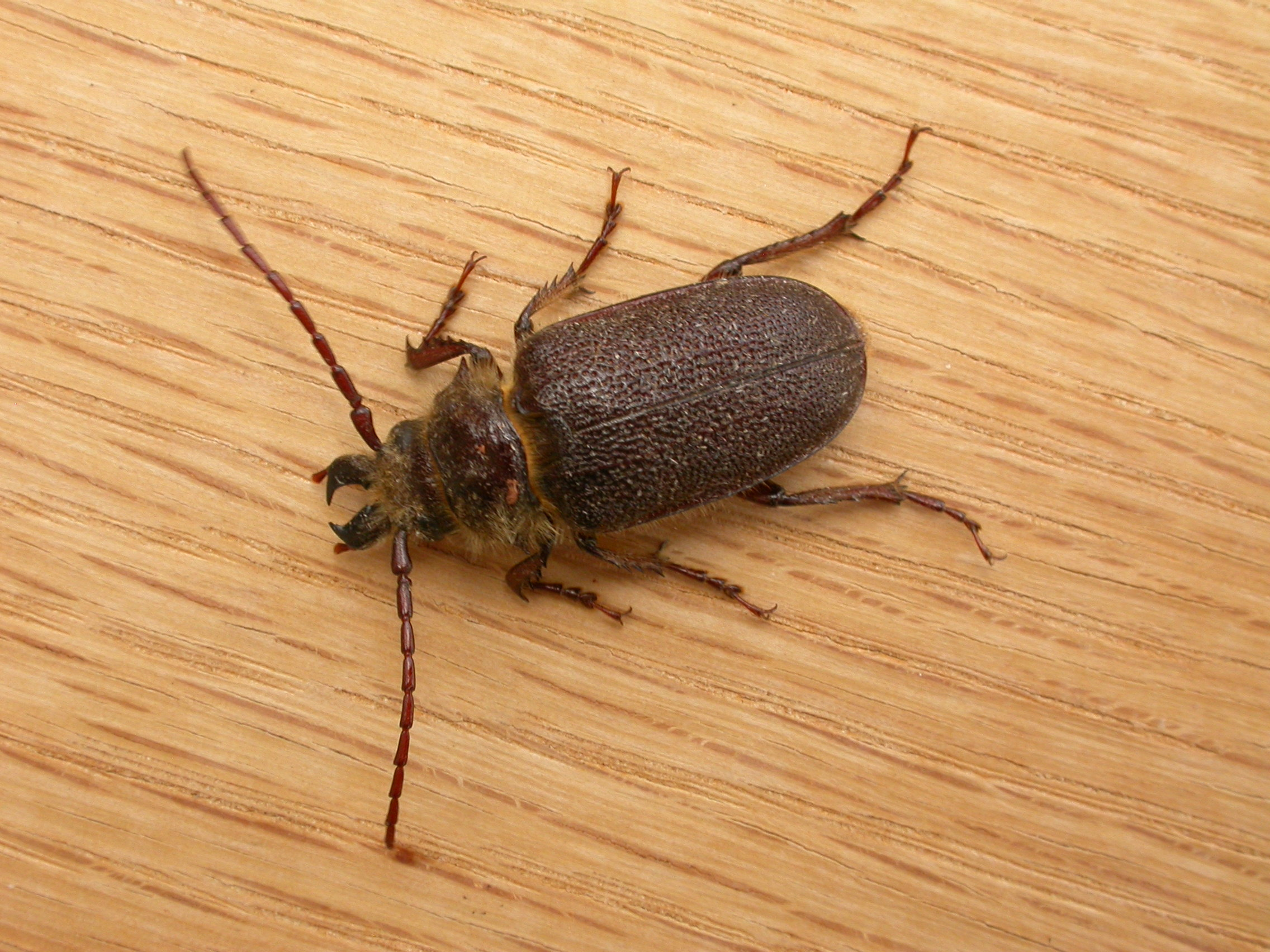
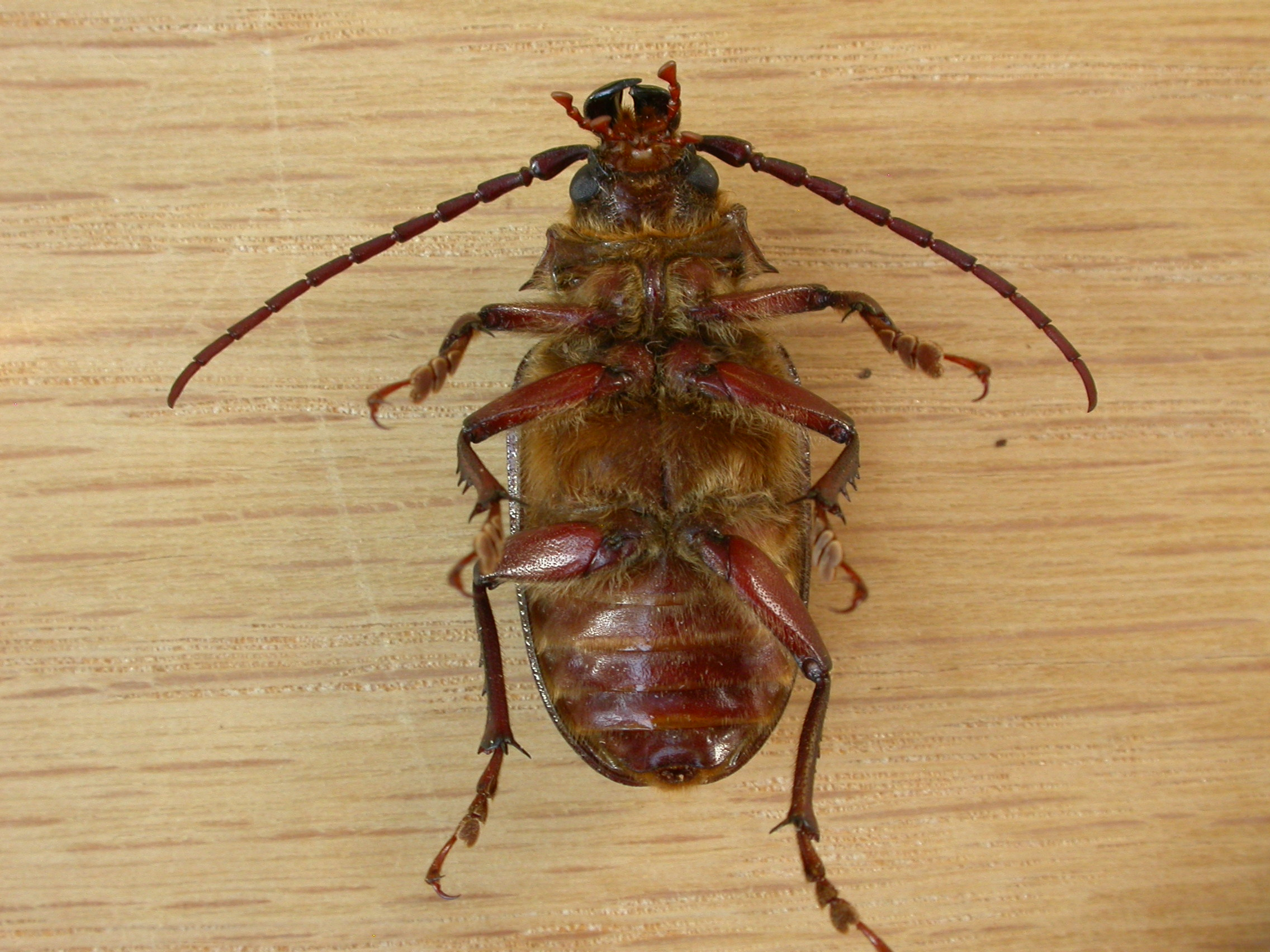
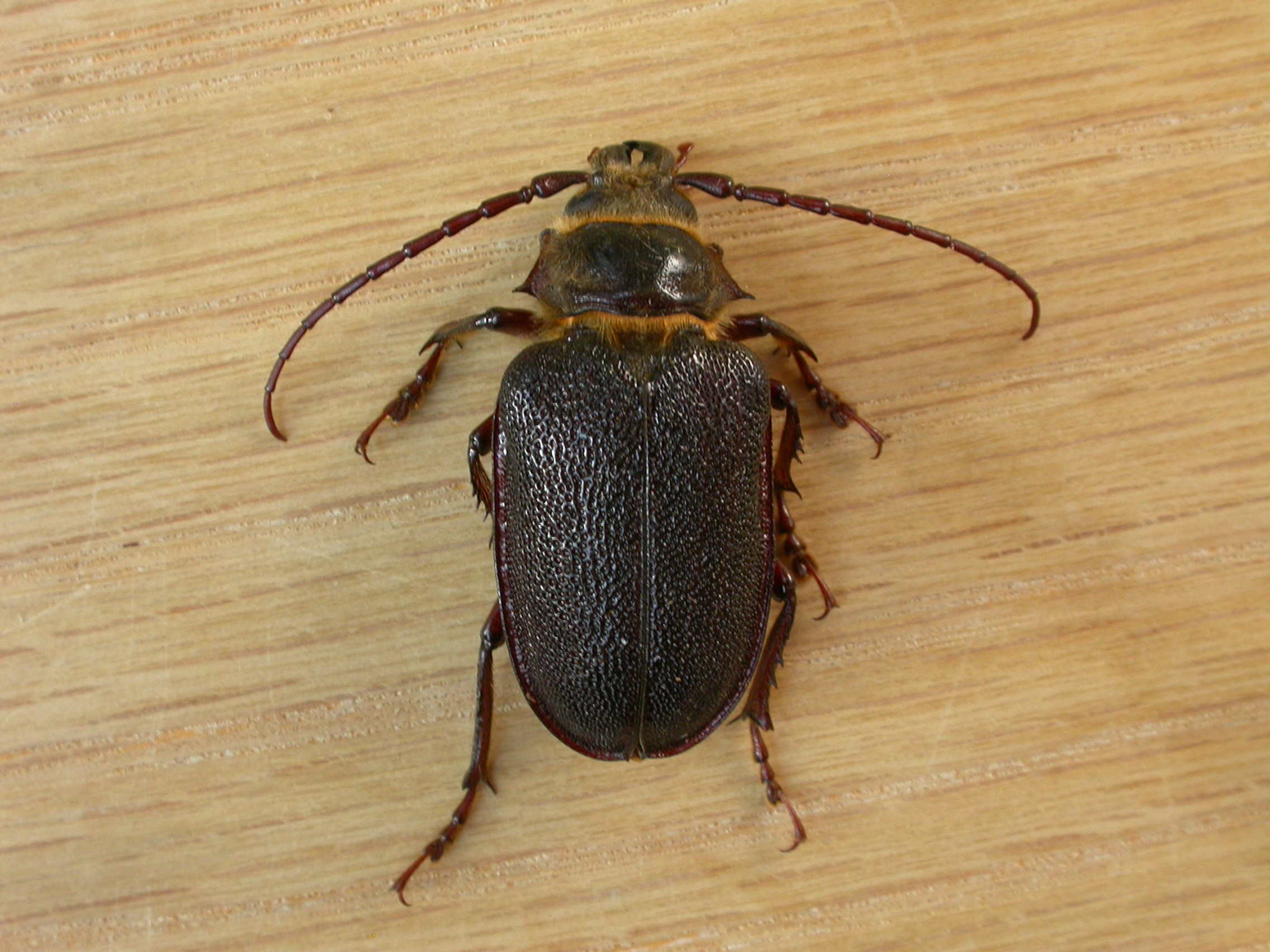
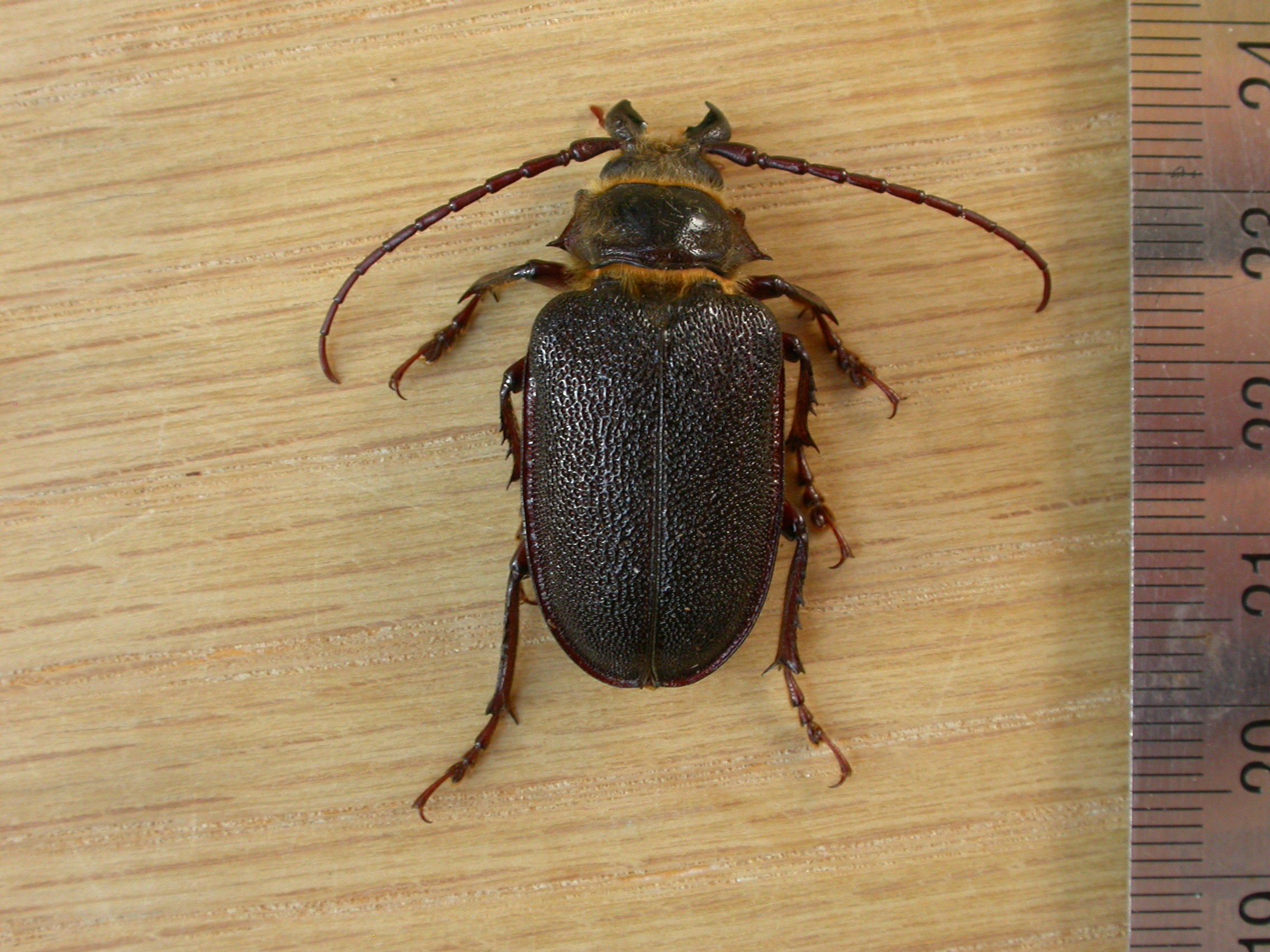